# Bitka pri Kettle Creeku
Bitka pri Kettle Creeku je bila prva večja zmaga za Patriote v zaledju Georgie med ameriško revolucionarno vojno, ki se je zgodila 14. februarja 1779. Odvila se je v okrožju Wilkes, Georgia približno enajst mi (18 km) od današnjega Washington, Georgia. Milica domoljubov je odločno premagala in razpršila lojalistično milico, ki je bila na poti v Augusto, Georgia pod britanskim nadzorom.
Zmaga je pokazala nezmožnost britanskih sil, da bi obdržale notranjost države ali zaščitile celo precejšnje število lojalističnih rekrutov zunaj njihovega neposrednega območja. Britanci, ki so se že odločili zapustiti Augusto, so si nekaj tednov pozneje povrnili nekaj ugleda, ko so v bitki pri Brier Creeku presenetili sile domoljubov. Zaledna pokrajina Georgie ni bila v celoti pod britanskim nadzorom vse do leta 1780, ko je obleganje Charlestona prekinilo sile domoljubov na jugu.